# 莫克拉卡利希爾卡
48°50′9″N 31°13′5″E / 48.83583°N 31.21806°E
莫克拉卡利希爾卡（烏克蘭語：Мокра Калигірка）是位於烏克蘭中部的村莊，由切爾卡瑟州裡茲韋尼霍羅德卡區的莫克拉卡利希爾卡市鎮負責管轄，並為該市鎮的行政中心。該村面積40.6平方公里，海拔高度171米，2001年人口1,975，人口密度每平方公里48.7人。